# Фехтування на літніх Олімпійських іграх 2012
Олімпійський турнір з фехтування 2012 року пройшов у рамках XXX Олімпійських ігор у Лондоні, Велика Британія, з 28 липня по 5 серпня 2012 року. На турнірі розігрувалося десять комплектів нагород у шести індивідуальних першостях та чотирьох командних. Міжнародна федерація фехтування намагалася включити у програму ігор ще дві командні першості з фехтування, але Міжнародний олімпійський комітет не погодився розширити фехтувальну програму ігор. На цих іграх за чергою були відсутні чоловічі командні змагання шпажистів та жіночі командні змагання шаблісток.

## Розклад
| липень/серпень             | липень/серпень             | 28    | 29       | 30    | 31       | 1        | 2     | 3        | 4     | 5        | Всього |
| -------------------------- | -------------------------- | ----- | -------- | ----- | -------- | -------- | ----- | -------- | ----- | -------- | ------ |
| Шпага. Особиста першість.  | Шпага. Особиста першість.  |       |          | Жінки |          | Чоловіки |       |          |       |          | 2      |
| Шпага. Командна першість.  | Шпага. Командна першість.  |       |          |       |          |          |       |          | Жінки |          | 1      |
| Рапіра. Особиста першість. | Рапіра. Особиста першість. | Жінки |          |       | Чоловіки |          |       |          |       |          | 2      |
| Рапіра. Командна першість. | Рапіра. Командна першість. |       |          |       |          |          | Жінки |          |       | Чоловіки | 2      |
| Шабля. Особиста першість.  | Шабля. Особиста першість.  |       | Чоловіки |       |          | Жінки    |       |          |       |          | 2      |
| Шабля. Командна першість.  | Шабля. Командна першість.  |       |          |       |          |          |       | Чоловіки |       |          | 1      |
| Всього комплектів медалей. | Всього комплектів медалей. | 1     | 1        | 1     | 1        | 2        | 1     | 1        | 1     | 1        | 10     |

## Медалі

### Загальний залік
| Місце  | Країна         | Золото | Срібло | Бронза | Загалом |
| ------ | -------------- | ------ | ------ | ------ | ------- |
| 1      | Італія         | 3      | 2      | 2      | 7       |
| 2      | Південна Корея | 2      | 1      | 3      | 6       |
| 3      | Китай          | 2      | 0      | 1      | 3       |
| 4      | Україна        | 1      | 0      | 1      | 2       |
| 5      | Угорщина       | 1      | 0      | 0      | 1       |
| 5      | Венесуела      | 1      | 0      | 0      | 1       |
| 7      | Росія          | 0      | 2      | 1      | 3       |
| 8      | Німеччина      | 0      | 1      | 1      | 2       |
| 9      | Єгипет         | 0      | 1      | 0      | 1       |
| 9      | Норвегія       | 0      | 1      | 0      | 1       |
| 9      | Румунія        | 0      | 1      | 0      | 1       |
| 9      | Японія         | 0      | 1      | 0      | 1       |
| 13     | США            | 0      | 0      | 1      | 1       |
| Всього | Всього         | 10     | 10     | 10     | 30      |

### Медалісти
Чоловіки
| Дисципліна                | Золото                                                                         | Срібло                                                                               | Бронза                                                                     |
| ------------------------- | ------------------------------------------------------------------------------ | ------------------------------------------------------------------------------------ | -------------------------------------------------------------------------- |
| Шпага, особиста першість  | Рубен Лімардо · Венесуела (VEN)                                                | Бартош П'ясецький · Норвегія (NOR)                                                   | Чон Джін Сон · Південна Корея (KOR)                                        |
| Рапіра, особиста першість | Лей Шен · Китай (CHN)                                                          | Алаельдін Абуелькассем · Єгипет (EGY)                                                | Чхой Бьон Чхоль · Південна Корея (KOR)                                     |
| Рапіра, командна першість | Італія · Валеріо Аспромонте · Джорджо Авола · Андреа Бальдіні · Андреа Кассара | Японія · Авадзі Сугуру · Тіда Кента · Міяке Рьо · Ота Юкі                            | Німеччина · Петер Йоппіх · Себастьян Бахманн · Беньямін Клейбрінк          |
| Шабля, особиста першість  | Арон Сіладьї · Угорщина (HUN)                                                  | Дієго Окк'юцці · Італія (ITA)                                                        | Микола Ковальов · Росія (RUS)                                              |
| Шабля, командна першість  | Південна Корея · Ку Бон Гіль · Вон У Йон · Кім Джон Хван · О Ин Сок            | Румунія (ROU) Рареш Думітреску Тіберіу Дольнічану Флорін Заломір Александру Сірітяну | Італія · Альдо Монтано · Дієго Окк'юцці · Луїджі Самеле · Луїджі Тарантіно |

Жінки
| Дисципліна                | Золото                                                                               | Срібло                                                                               | Бронза                                                             |
| ------------------------- | ------------------------------------------------------------------------------------ | ------------------------------------------------------------------------------------ | ------------------------------------------------------------------ |
| Шпага, особиста першість  | Яна Шемякіна · Україна (UKR)                                                         | Брітта Гейдеманн · Німеччина (GER)                                                   | Сунь Юйцзє · Китай (CHN)                                           |
| Шпага, командна першість  | Китай · Сунь Юйцзє · Сюй Аньці · Лі На · Ло Сяоцзюань                                | Південна Корея · Сін А Рам · Чхве Ін Джон · Чон Хьо Джон · Чхве Ин Сук               | США · Кортні Герлі · Келлі Герлі · Майя Лоуренс · Сюзі Сканлан     |
| Рапіра, особиста першість | Еліза ді Франциска · Італія (ITA)                                                    | Аріанна Ерріго · Італія (ITA)                                                        | Валентіна Веццалі · Італія (ITA)                                   |
| Рапіра, командна першість | Італія · Аріанна Ерріго · Еліза ді Франциска · Валентіна Веццалі · Іларія Сальваторі | Росія · Інна Дериглазова · Лариса Коробейникова · Аїда Шанаєва · Камілла Гафурзянова | Південна Корея · Нам Хьон Хий · Чон Хий Сук · Чон Гір Ок · О Ха На |
| Шабля, особиста першість  | Кім Джі Йон · Південна Корея (KOR)                                                   | Софія Велика · Росія (RUS)                                                           | Ольга Харлан · Україна (UKR)                                       |